# Schlieffenplanen

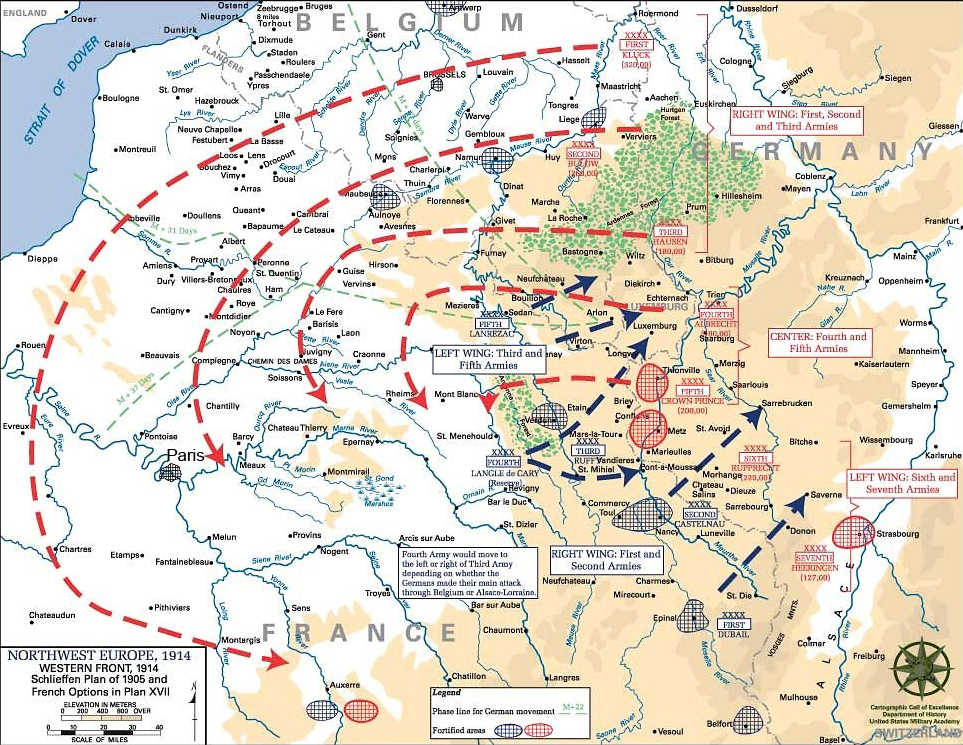
Schlieffenplanen och Plan XVII

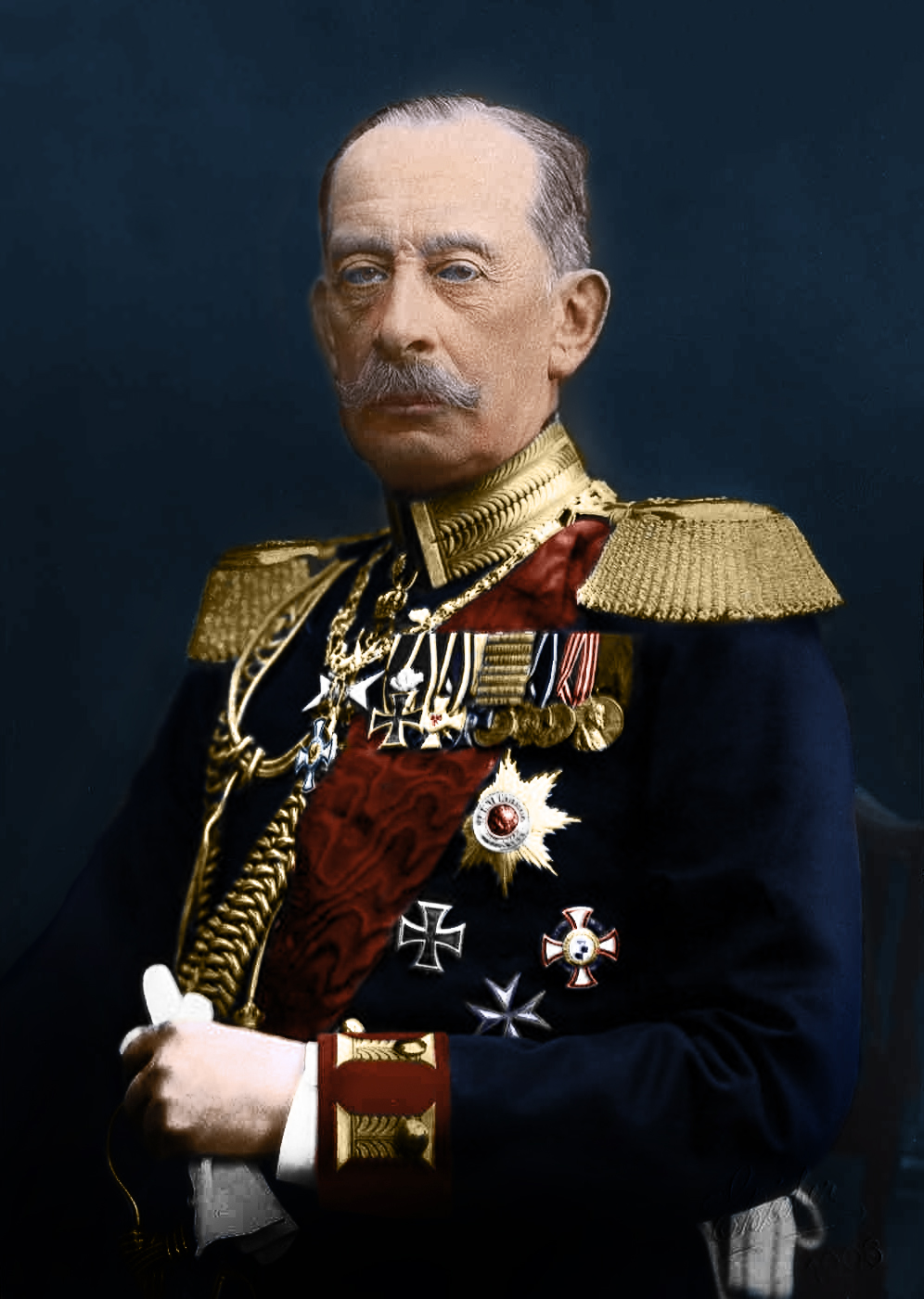
Alfred von Schlieffen

Schlieffenplanen var Tysklands krigsplan vid utbrottet av första världskriget 1914 för ett anfall mot Frankrike. Planen utarbetades av Alfred von Schlieffen mellan 1891 och 1906 då han var tysk generalstabschef. Tysk krigsplanering, redan under Schlieffens tid, byggde på insikten om att Tyskland skulle behöva utkämpa ett tvåfrontskrig mot Frankrike och Ryssland. Schlieffen menade att Frankrike först skulle besegras och han utformade därför planen så att tyskarna snabbt skulle tillintetgöra den franska armén i ett avgörande slag för att huvuddelen av de tyska styrkorna därefter skulle kunna flyttas österut och möta ett förväntat ryskt angrepp.

## Planens idé
Planen byggde på ett memorandum (Denkschrift) utarbetat av Schlieffen 1905–1906 i samband med att han avgick som generalstabschef. Den gick ut på att tyskarna med huvudstyrkan skulle kringgå de franska befästningarna längs gränsen mot Tyskland och gå genom Belgien in i Frankrike, medan en mindre styrka skulle skydda den vänstra flanken vid Lorraine och Alsace.  Målet var att snabbt besegra den franska armén och tåga in i Paris på mindre än 40 dagar, för att sedan i öster möta Ryssland som beräknades mobilisera långsammare än Frankrike.

## Utformning
Hans plan var att största delen av den tyska armén skulle sättas in i väst medan en liten tysk styrka i öster skulle ha defensiva uppgifter för att hejda varje rysk offensiv. Grundtankarna i planen - nämligen teorin att genom ett avgörande förintelseslag - Vernichtungsschlacht fullständigt krossa en motståndare var egentligen mycket äldre och utvecklade redan av Carl von Clausewitz' i Om kriget. Planen att i ett tvåfrontskrig först slå ut den ena motståndaren hade lanserats av Schlieffens företrädare Helmuth von Moltke den äldre redan 1859. Denne ansåg dock att det var Ryssland som utgjorde det stora hotet och först skulle besegras medan Schlieffen i stället såg Frankrike som det stora hotet. Då Schlieffen 1891, samma år som han tillträdde som generalstabschef, utgav ett memorandum för revidering av Moltkes operationsplan, uttryckte han sin oro över avsteg från hans plan. Han kontaktade dock Alfred von Waldersee som fungerat som generalstabschef mellan Moltke och Schlieffen 1888–1891.
En förutsättning för Schlieffenplanens genomförande var att utnyttja Belgiens territorium. Schlieffen som var militär och inte diplomat tog inte hänsyn till det fördrag mellan Storbritannien, Frankrike, Österrike, Preussen och Ryssland som 1839 åtagit sig att garantera Belgiens neutralitet. Han förutsatte även att Frankrikes krigsplaner även involverade Belgien som ett alternativt uppmarschområde för en offensiv mot Tyskland. Sedan Frankrike och Storbritannien 1904 undertecknat ett samförståndsavtal gjorde Schlieffen visserligen kalkyleringar med ett brittiskt ingripande på fransk sida, men han förutsatte att det skulle ta minst 15 dagar för en brittisk expeditionskår att kunna vara på plats i norra Frankrike, och med en snabb offensiv skulle Frankrike då redan vara besegrat. 
För att undvika de franska befästningarna utefter den gemensamma gränsen mellan Tyskland och Frankrike skulle tyska arméernas högra flygel gå genom Luxemburg, Nederländerna och Belgien och i en båge genom norra Frankrike så att Paris kunde vinnas på vägen och därefter vidare österut för att fånga in de franska arméerna som skulle stå felgrupperade, inriktade på Alsace och Lorraine, som övergått till Tyskland 1871. Efter att ha vunnit inringningsstriden skulle de tyska styrkorna transporteras på järnväg öster ut för att möta ryssarna.
Emellertid dog von Schlieffen 1913, ett år innan det skulle visa sig om hans plan skulle vara användbar. Helmuth von Moltke den yngre efterträdde von Schlieffen som generalstabschef efter dennes pensionering 1906. Utnämningen som inte uppskattades av Schlieffen och väckte tveksamheter hos många av de högre officerarna berodde främst på att Moltke stod högt i gunst hos kejsaren som var en stor beundrare av hans farbror. Molkte var en för tveksam och försiktig befälhavare för att effektivt kunna genomföra Schlieffenplanen. Förbättringar och justeringar gjordes i planen och von Moltkes mest betydelsefulla förändring var beslutet att inte skicka några trupper genom Nederländerna. von Moltke ändrade även storleken på styrkorna genom Belgien och de som gick rakt in i Frankrike så att de var jämnstora, trots von Schlieffens påstådda ord på dödsbädden: "Gör högerflanken stark!" Vidare kom senare på grund av Rysslands snabba mobilisering och angrepp mot Ostpreussen en del av trupperna på högerflanken att överföras till östfronten.

## Schlieffenplanen och första världskriget

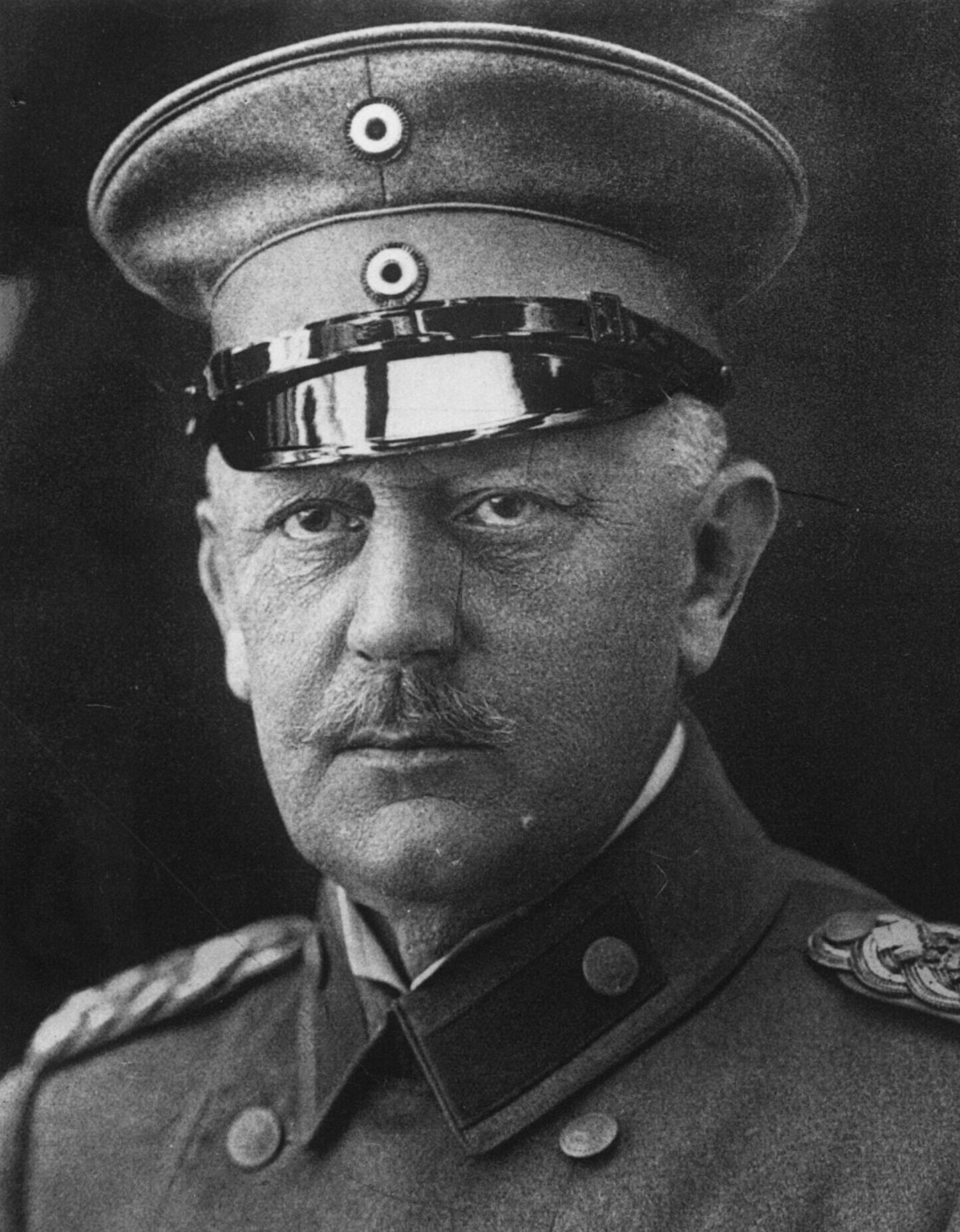
Helmuth von Moltke den yngre

Vid utbrottet av första världskriget följdes den av von Moltke modifierade Schlieffenplanen. Den tyska armén blev fördröjd i Belgien vilket gav Frankrike tid att omgruppera. Den minskade numerären gjorde även att högerflygeln inte gjorde en så vid omfattningsmanöver som var tänkt, på grund av risk att fienden kunde slå in kilar mellan enheterna, och truppernas båge hamnade därför öster om Paris i stället för som i den ursprungliga planen väster om staden. Detta fick till följd precis det som planen syftade till att undvika, nämligen ett tvåfrontskrig.  Ingen kan med säkerhet säga att det hade gått annorlunda om man följt von Schlieffens ursprungliga plan. Man kan dock konstatera att den i hög grad var en skrivbordsprodukt - det fanns i stort sett inga utrymmen för oförutsedda händelser i planen. När planen misslyckats i och med den tyska förlusten i slaget vid Marne och dessutom von Moltkes hälsa försämrats blev han avsatt 14 september 1914.

## Avvikande tolkning
Den amerikanske militärhistorikern Terence Zuber har kritiserat ovan beskrivna tolkning av planen. Han hävdar att planen endast utgöres av det nämnda memorandumet Schlieffen skrev 1906 som enbart avser ett krig med Frankrike. I memorandumet tas problematiken med ett tvåfrontskrig inte upp. Enligt Zuber var detta memorandum aldrig underlag för den faktiska tyska krigsplanläggningen under perioden 1906–1914. Det förutsatte en tysk styrka på 96 divisioner som inte förelåg när det skrevs (72 divisioner totalt) eller 1914 (68 divisioner i väst, sedan 9 avdelats till östfronten). Zuber menar att det skrevs för att visa vad ett krig med Frankrike fordrade för att ha utsikt att bli framgångsrikt, en inlaga i den dåtida tyska rustningsdebatten.
Den tyska planen enligt Zuber hade på grund av de bristande resurserna en betydligt blygsammare målsättning och avsåg att avvärja de förväntade inledande franska anfallen i Alsace-Lorraine för att med ett omfattande motangrepp mot den franska vänsterflygeln genom Belgien tillfoga fransmännen sådant avbräck att styrkor sedan kunde överföras för ett avgörande på östfronten.

## Schlieffenplanen och andra världskriget
Trots misslyckandet under första världskriget valde Adolf Hitler att i stora drag följa Schlieffenplanens grundprinciper under andra världskriget vid den tyska invasionen av Frankrike 1940. Hitler följde emellertid inte Schlieffens idé fullt ut, att gå mot Frankrike via centrala Belgien, så som överkommandot ville. Han valde istället general Erich von Mansteins plan med en attack över de av många ansett ogenomträngliga Ardennerna. Tyskland lyckades därmed erövra Frankrike på 44 dagar. Schlieffens målsättning om ett snabbt tillintetgörande av motståndarnas styrkor fullföljdes därmed i och med Hitlers blixtkrig mot Frankrike. 
Den av von Manstein och Hitler modifierade Schlieffenplanen hade i och med den tekniska utvecklingen under mellankrigstiden givits förbättrade förutsättningar jämfört med 1914. Den teknologiskt inriktade tyska armén med pansarvagnar och helt motoriserade förband, understödda av ett modernt flygvapen, hade möjlighet att fort röra sig in på fiendens område och därmed säkra en snabb tysk seger. Frankrikes och Storbritanniens förvissning om att Tyskland skulle använda den gamla Schlieffenplanen innebar att betydande delar av den franska och brittiska armén var placerad utmed fransk-belgiska gränsen. När det verkliga genombrotten istället skedde betydligt längre österut fanns förutsättningar för Tyskland att genom en kniptångsmanöver isolera stora delar av motståndarnas armé och driva dem ut mot Engelska kanalen. Det brittiska svaret på denna manöver blev Operation Dynamo och evakueringen vid Dunkerque. 
I och med Molotov–Ribbentrop-pakten med Sovjetunionen hade Hitler vidare försäkrat sig om att invasionen av Frankrike inte skulle innebära ett tvåfrontskrig för Tyskland.